# Lobularia maritima subsp. maritima
Lobularia maritima subsp. maritima é uma subespécie de planta com flor pertencente à família Brassicaceae. 
A autoridade científica da subespécie é (L.) Desv., tendo sido publicada em J. Bot. Agric. 3: 162 (1815).
Os seus nomes comuns são açafate-de-prata ou escudinha.

## Portugal
Trata-se de uma subespécie presente no território português, nomeadamente em Portugal Continental, no Arquipélago dos Açores e no Arquipélago da Madeira.
Em termos de naturalidade é nativa de Portugal Continental e introduzida nos Arquipélago dos Açores e da Madeira.

## Protecção
Não se encontra protegida por legislação portuguesa ou da Comunidade Europeia.